# Saison 1893-1894 des Sénateurs d'Ottawa
Autres saisons
Saison précédente Saison suivante
La saison 1893-1894 de hockey sur glace est la neuvième à laquelle participent le Club de hockey d'Ottawa. L'équipe quitte l'Association de hockey de l'Ontario à la suite d'un désaccord et finit première à égalité de la saison régulière de l'Association de hockey amateur du Canada. Ils perdent la finale organisée 3-1 contre l'Association des athlètes amateurs de Montréal.

## Composition de l'équipe
- Gardien de buts : Albert Morel
- Joueurs : Réginald Bradley, E.C. Grant, Thomas Kirby, Halder Kirby, Joe McDougall, Sam McDougall, Harvey Pulford, Herbert Russell , D.C. Waters et Weldy Young

## Résumé de la saison
En 1894, le club de hockey d'Ottawa quitte l'AHO au mois de février : cette dernière leur annonce en effet que sa finale se jouera à Toronto alors que l'équipe demande que, à la suite du forfait de l'année passée, elle soit jouée dans leur patinoire. L'AHO refusant la requête, Ottawa claque la porte.*
Le dernier match de la saison voit l'opposition de l'équipe de Québec et d'Ottawa, les premiers pouvant devenir champions en cas de succès. Ce match décisif est joué à Ottawa devant plus de 5 000 personnes sur une glace en mauvais état. Ottawa ouvre le score par Thomas Kirby à la 9e minute puis double la marque en fin de partie par Sam McDougall. Ainsi, à la fin du calendrier, quatre des cinq équipes finissent à égalité avec cinq victoires et trois défaites chacune : le Club de hockey de Québec, les AAA de Montréal, les Victorias de Montréal et le club de hockey d'Ottawa. Après de nombreuses discussions sur les modalités d'un tournoi à quatre équipes, qui sera joué à Montréal, Québec se retire de la compétition. Il est donc décidé de mettre en place un tournoi avec trois équipes, et Ottawa, puisqu'elle est la seule équipe jouant à l'extérieur, reçoit un laissez-passer pour la finale. La première finale de la Coupe Stanley se joue entre Ottawa et les AAA de Montréal, ces derniers s'imposant sur la marque de 3-1, le but d'Ottawa étant inscrit par Thomas Kirby.

## Statistiques

### Classement
| Clt   | Équipe                   | PJ | V | D | N | BP | BC | Pts |
| ----- | ------------------------ | -- | - | - | - | -- | -- | --- |
| +001, | AAA de Montréal          | 8  | 5 | 3 | 0 | 25 | 15 | -   |
| +001, | Club de hockey d'Ottawa  | 8  | 5 | 3 | 0 | 24 | 16 | -   |
| +001, | Victorias de Montréal    | 8  | 5 | 3 | 0 | 36 | 20 | -   |
| +001, | Club de hockey de Québec | 8  | 5 | 3 | 0 | 26 | 27 | -   |
| +005, | Crystals de Montréal     | 8  | 0 | 8 | 0 | 10 | 43 | -   |

- Qualifié pour la phase finale

### Meilleurs marqueurs
| Joueur          | PJ | B  |
| --------------- | -- | -- |
| Herbert Russell | 8  | 10 |
| Thomas Kirby    | 8  | 6  |
| Sam McDougall   | 7  | 5  |
| D.C. Waters     | 1  | 1  |
| Joe McDougall   | 6  | 1  |
| Weldy Young     | 8  | 1  |

## Matchs après matchs
| No | Date       | Visiteurs | Résultat | Domicile  | Fiche |
| -- | ---------- | --------- | -------- | --------- | ----- |
| 1  | 6 janvier  | Crystals  | 1 - 6    | Ottawa    | 1-0-0 |
| 2  | 13 janvier | Ottawa    | 1 - 4    | Québec    | 1-1-0 |
| 3  | 20 janvier | Victorias | 1 - 5    | Ottawa    | 2-1-0 |
| 4  | 27 janvier | Ottawa    | 4 - 1    | AAA       | 3-1-0 |
| 5  | 9 février  | Ottawa    | 3 - 1    | Crystals  | 4-1-0 |
| 6  | 17 février | Ottawa    | 2 - 3    | Victorias | 4-2-0 |
| 7  | 24 février | AAA       | 5 - 1    | Ottawa    | 4-3-0 |
| 8  | 3 mars     | Québec    | 0 - 2    | Ottawa    | 5-3-0 |

Finale de l'AHAC
| 22 mars 1884 | AAA de Montréal | 3-1 (1-1, 2-0) | Ottawa | Victoria Skating Rink |

| Feuille de match | Feuille de match                                                        | Feuille de match | Feuille de match        | Feuille de match          |
| ---------------- | ----------------------------------------------------------------------- | ---------------- | ----------------------- | ------------------------- |
|                  | - Archie Hodgson — 22 min Billy Barlow — 39 min Archie Hodgson — 51 min | 0-1 1-1 2-1 3-1  | Thomas Kirby — 12 min - | Arbitrage : Herbert Scott |
| Herbert Collins  | Gardiens                                                                | Albert Morel     |                         | Arbitrage : Herbert Scott |
|                  |                                                                         |                  |                         | Arbitrage : Herbert Scott |
|                  |                                                                         |                  |                         | Arbitrage : Herbert Scott |